# Aeroporto di Wolverhampton-Halfpenny Green
L'Aeroporto di Wolverhampton-Halfpenny Green(ICAO: EGBO)
definito come internazionale dalle autorità dell'aviazione civile britannica UK Aeronautical Information Service NATS è un aeroporto civile privato inglese situato nel territorio della cittadina di Stourbridge, a circa 10 chilometri a Sud-est di Bridgnorth, nelle Midlands Occidentali.
La struttura è posta a 86 m s.l.m ed è dotata di tre piste di atterraggio in asfalto la principale delle quali ha orientamento 16/34 ed è lunga 1 182 m e larga 24.

## Storia
Durante i tardi anni trenta nel Regno Unito venne varato un programma di rafforzamento della Royal Air Force (RAF), l'aeronautica militare britannica. In questo contesto nel 1938 venne progettato un centro di raccolta per volontari per cui, nel 1939, venne requisito un terreno posto fra gli abitati di Bobbington e Halfpenny Green e gettata una pista presso la località di Crab Lane attrezzata con alcuni hangar di tipo Bellman e Blister: la piccola base venne denominata RAF Bobbington. Nel 1941 la base venne ampliata con l'apertura della scuola per osservatori aerei e il distaccamento di 50 aerei da ricognizione Blackburn Botha presto rimpiazzati da 44 Anson Mk I a cui si aggiunsero alcuni aerei traina bersaglio Westland Lysander e Miles M.20.
Con la fine della Seconda guerra mondiale la base venne chiusa per tornare poi ad essere operativa durante la Guerra di Corea ed essere nuovamente chiusa nel 1953. L'aerodromo venne quindi acquistato nel 1962 da alcuni facoltosi locali per farne un aeroporto turistico sede di un Aeroclub.
Il 28 agosto 1972, durante una competizione aerea, l'aeroporto fu teatro di un tragico incidente in cui il trentenne principe William di Gloucester, nipote di re Giorgio V e figlio della duchessa Alice di Gloucester, e il compagno Vyrell Mitchell morirono a bordo di un Piper PA-28 Cherokee di proprietà del Principe: l'aereo colpì un albero dopo il decollo incendiandosi senza lasciare scampo ai due occupanti.